# Clúa

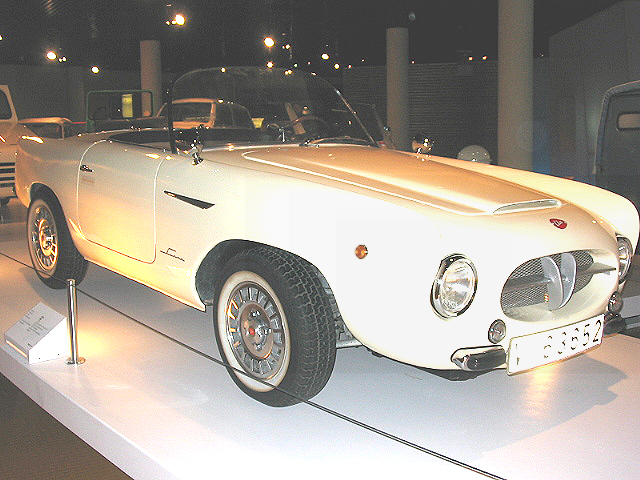
Clúa 500.

El Clúa fue un microcoche español fabricado por la empresa Construcciones Metálicas Clúa en Barcelona, entre 1955 y 1962.
Si el Biscúter fue el microcoche español más famoso, los Clúa fueron los microcoches de líneas más armoniosas y deportivas de la época, ya que algunas de sus carrocerías fueron firmadas por uno de los mejores carroceros españoles, Pedro Serra, que también diseñó otro microcoche: el Biscúter Pegasín.

## Historia
La empresa Construcciones Metálicas Clúa era conocida en los años 1950 por sus motocicletas Clúa (antes MC y CMC), y acometió en 1955 el proyecto de fabricar un pequeño coche tipo spider de líneas elegantes, dotado de un motor bicilíndrico de dos tiempos en posición delantera de 247 cc (más tarde se aumentó a 350 y 400 cc) con tracción delantera, cuatro velocidades y marcha atrás, arranque eléctrico, chasis de viga central, suspensión independiente y ruedas de 4,50 x 10.
En 1956 se incorporó un motor bicilíndrico de cuatro tiempos de 497 cc (17CV a 5000 rpm y 69 x 65 mm) y algunos de ellos con una preciosa carrocería firmada por el carrocero Pedro Serra inspirada en el modelo Z102 de Pegaso, las características de estos nuevos modelos según la publicidad de la época eran las siguientes:
- Motor: dos cilindros a dos tiempos, cilindrada, 350, 400 y 500 cc; culata de aluminio y cilindro de fundición con pistón de aluminio y bielas sobre rodillos, engrase por mezcla de aceite, carburador de nivel constante, cambio de velocidades, cuatro hacia delante y una hacia atrás, puesta en marcha: motor de arranque por batería, diferencial de piñones rectos en los satélites y planetarios, embrague de discos múltiples en baño de aceite.
- Instalación eléctrica: encendido por batería 6V, 60A y 12V, 90A, alumbrado con luz de población cruce y luz fuerte, indicadores de viraje, faro stop y piloto.
- Chasis y frenos: frenos en las cuatro ruedas hidráulicos, el de mano por palanca y cables en las ruedas traseras, suspensión cuatro ruedas independientes, ruedas de discos de acero estampado con neumáticos de 4,50 x 10.
- Prestaciones: consumo aproximado, 5 y 6 ½ por 100 km y velocidad máxima 75 a 80 km/hora.

Como se puede observar por sus características, este coche se situaba en un segmento superior a los microcoches al uso e incluso cerca de coches como el Seat 600 debido a la presencia que le otorgaba su elegante línea, sus excelentes acabados y, sobre todo, su motor de cuatro tiempos, que le auguraba un excelente futuro pese a su precio de 64 000 pesetas. Cuando fue presentado en la Feria de Muestras de Barcelona de 1957 tuvo un enorme éxito y se realizaron un gran número de pedidos, con el compromiso de que en caso de cualquier defecto o anomalía la empresa devolvería el dinero al comprador. Y el problema apareció, la chapa se desajustaba por un defecto en su fabricación (ajena a Clúa) y la empresa se vio obligada a devolver el dinero a todo el que lo solicitó (que fueron muchos) lo que provocó que en 1960 liquidara las últimas unidades de este coche a 49.300 pesetas y en 1962 la empresa quebró definitivamente. Se fabricaron aproximadamente unas cien unidades en total.

## Clúa 500
- Marca:  Clúa
- Modelo: 500
- Año: 1958
- Fabricante: Construcciones Mecánicas Clúa, S.L. Barcelona
- Producción estimada: 100 unidades
- Propiedad: Antonio Martín del Barrio. Madrid